# CargoLogicAir

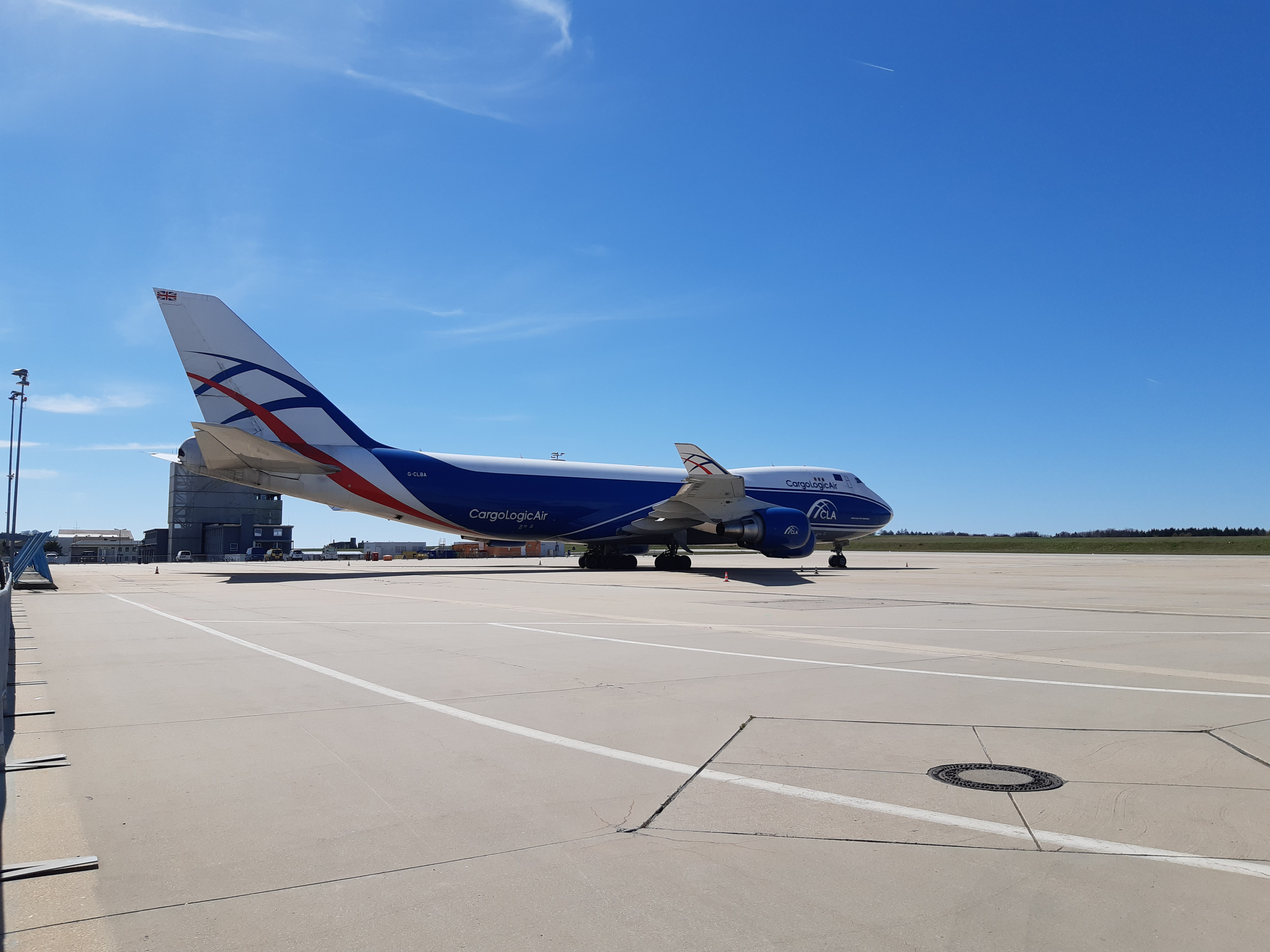
CargoLogicAir Boeing 747-400ERF abgestellt am Flughafen Frankfurt Hahn (HHN).

CargoLogicAir war eine britische Frachtfluggesellschaft mit Sitz in Stansted und Basis am Flughafen London Stansted. Sie ist ein Tochterunternehmen der Volga-Dnepr-Gruppe.

## Geschichte
Die Fluggesellschaft wurde am 23. Juni 2015 gegründet. Nachdem das Air Operator Certificate (AOC) erteilt wurde, nahm die Fluggesellschaft am 25. Januar 2016 den Flugbetrieb auf. Der erste Flug führte von Flughafen Doncaster über Frankfurt am Main nach Bari.
Es war eine Zusammenarbeit mit AirBridgeCargo geplant, bei der CargoLogicAir eine Rolle im Chartergeschäft spielen sollte. Am 27. Februar 2020 wurde der Flugbetrieb eingestellt. Da im Zuge der COVID-19-Pandemie die Frachtpreise wieder angestiegen sind, wurde der Betrieb am 23. April 2020 vorübergehend wieder aufgenommen.
Als 100-prozentige Tochter einer Firma mit russischen Eigentümern sind die Maschinen der Frachtfluggesellschaft unter die EU-Sanktionen gefallen, die im Rahmen des russischen Überfalls auf die Ukraine 2022 verhängt wurden. Am 10. März 2022 wurde der aus O’Hare kommende CargoLogicAir Frachtjumbo 747-400ERF mit dem Luftfahrzeugkennzeichen G-CLBA in Hahn festgesetzt.
Im November 2022 meldete die Fluggesellschaft insolvenz an.

## Eigentümer
CargoLogicAir gehörte mehrheitlich der Cargo Logic Holding Ltd, deren alleiniger Eigentümer der Präsident der Volga-Dnepr-Group Alexey Isaikin ist.

## Flugziele
Im Jahr 2017 wurden vor allem Charterflüge durchgeführt, die einzige Linienverbindung führte von Stansted über Atlanta, Mexiko-Stadt und Houston nach Frankfurt und weiter nach Abu Dhabi.

## CargoLogic Germany
Im Januar 2019 war das erste Flugzeug der Schwestergesellschaft CargoLogic Germany bereit, im September waren es schon zwei und am 16. September war das benötigte AOC vorhanden. Für den Fall eines ungeregelten Brexit wollte die Volga-Dnepr-Group ein Standbein in der EU haben.

## Flotte

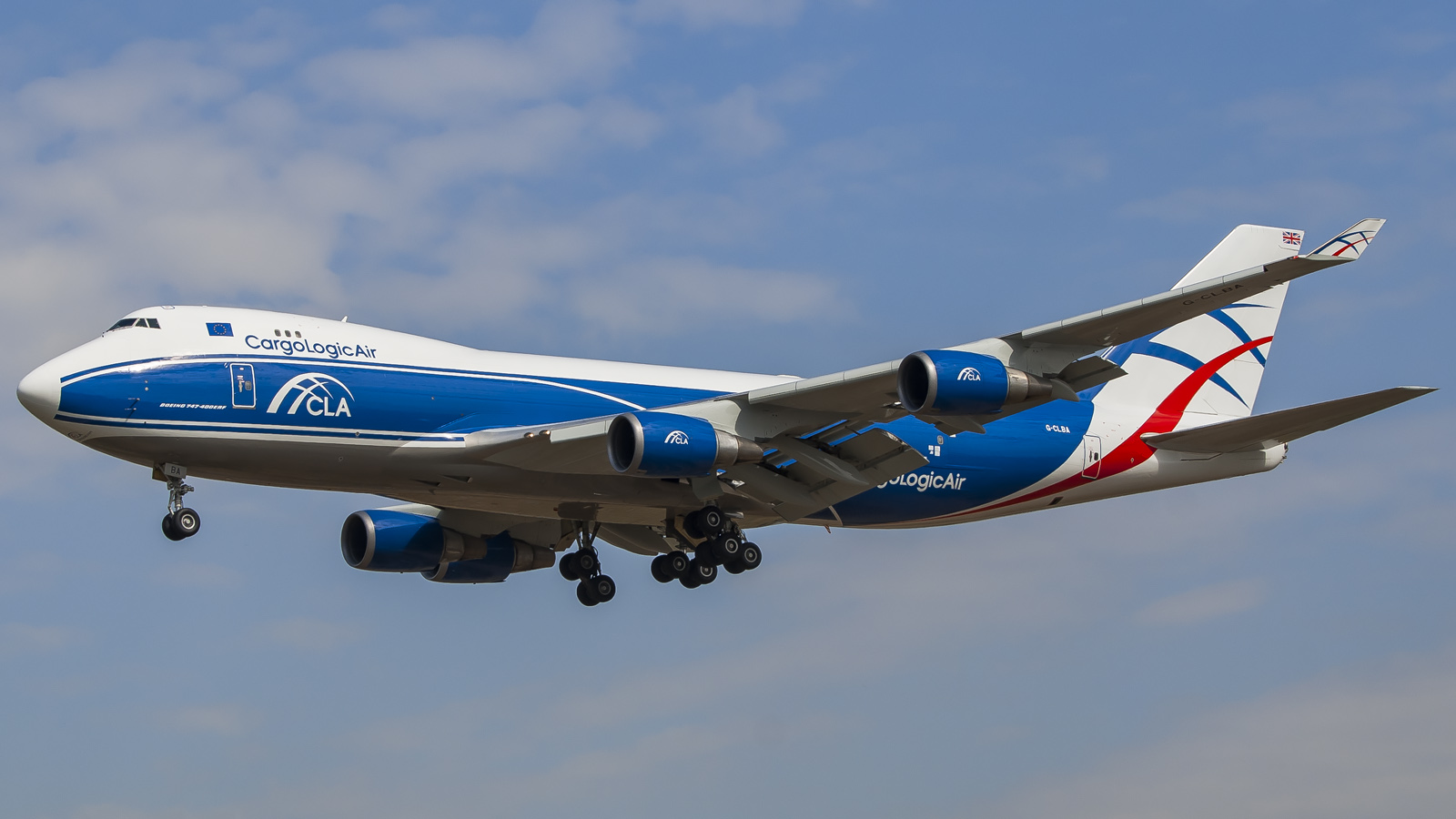
Boeing 747-400ERF der CargoLogicAir

Mit Stand März 2020 bestand die Flotte der CargoLogicAir aus einem Flugzeug mit einem Durchschnittsalter von 18,6 Jahren:
| Flugzeugtyp       | Anzahl | Luftfahrzeugkennzeichen | Anmerkungen |
| ----------------- | ------ | ----------------------- | ----------- |
| Boeing 747-400ERF | 1      | G-CLBA                  | inaktiv     |
| Gesamt            | 1      |                         |             |

### Ehemalige Flugzeugtypen
- Boeing 747-400F